# Matrixautomat

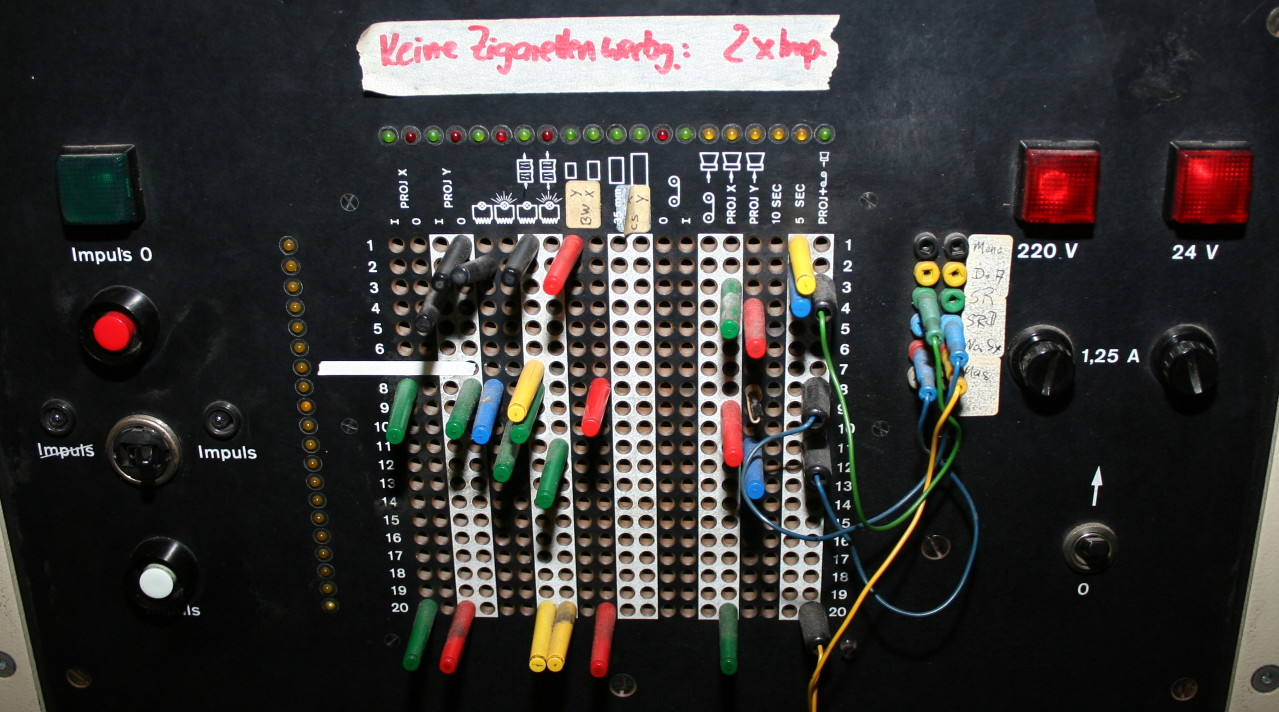
Matrixautomat im Projektor eingebaut

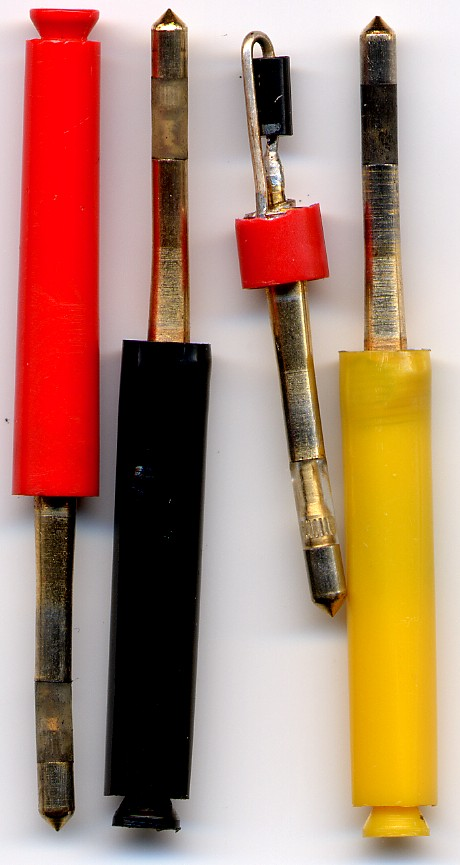
Diodenstecker für die Programmierung der Matrix, am geöffneten Exemplar kann man den integrierten Halbleiter sehen

Ein Matrixautomat (in der Branche kurz Matrix genannt) ist ein elektrisches bzw. elektronisches Gerät zur automatisierten Steuerung der Abläufe im Kino.
Im Vorführraum eines Kinos gibt es für den Vorführer viel zu tun. Einige der regelmäßigen Vorgänge sind:
- Ein- und Ausschalten des Saallichts
- Ein- und Ausschalten des Bühnenlichts
- Öffnen und Schließen des Vorhangs
- Einstellen der korrekten Abdeckung (Kasch) vor der Leinwand
- Einlassmusik ein- und ausschalten
- Projektoren starten
- überblenden
- Einstellung passender Objektive und Bildmasken.

Der Ablauf dieser periodischen Vorgänge kann auf verschiedene Weisen durchgeführt werden, nämlich durch manuelle Steuerung oder durch einen Walzen- bzw. Matrixautomaten.

## Manuelle Steuerung
Der Vorführer löste alle im Saal sowie im Vorführraum notwendigen Aktionen über Schaltkästen bzw. am Projektor direkt aus. Dazu gehört die Steuerung des Saal- und Bühnenlichts, des Vorhangs sowie der Abdeckung des Leinwandkaschs und alle notwendigen Bild- und Toneinstellungen.

## Matrixautomat
Im Vorführraum der Gegenwart werden alle Abläufe über einen Matrixautomaten gesteuert. Dieser kann sich in einem externen Gehäuse befinden oder im Projektor integriert sein. Durch Stecken von Diodensteckern (siehe Abbildung) werden periodische Abläufe programmiert. Die Löcher jeder horizontalen Zeile entsprechen einem Programmschritt und stehen für die einzelnen auszulösenden Vorgänge. In die nächste Programmzeile kann manuell, über eine aufgeklebte Alufolie auf dem Film oder durch einen von der Matrix selbst ausgelösten zeitverzögerten Impuls weitergeschaltet werden.
Ein vereinfachtes Standardprogramm für eine Kinovorstellung könnte so aussehen:
- Schritt 1: Musik im Saal an, Saallicht und Bühnenlicht auch (= Einlass im Kino)
- Schritt 2: Lichter dunkel dimmen, Vorhang öffnen
- Schritt 3: Projektor starten, Einlassmusik aus, Projektorton auf Verstärker legen
- Schritt 4: Lampe im Projektor zünden (= Vorstellung läuft)
- Schritt 5: Lampen im Saal an, Vorhang zu, Maschine aus, Einlassmusik auf Verstärker (wird meist durch einen Alustreifen auf dem Film ausgelöst)